# Chanson francarabe
La chanson francarabe ou chanson franco-arabe est un genre de chansons apparues en Algérie dans les années 1930, où la langue arabe domine, et qui intègrent des expressions françaises.

## Paroles et musique

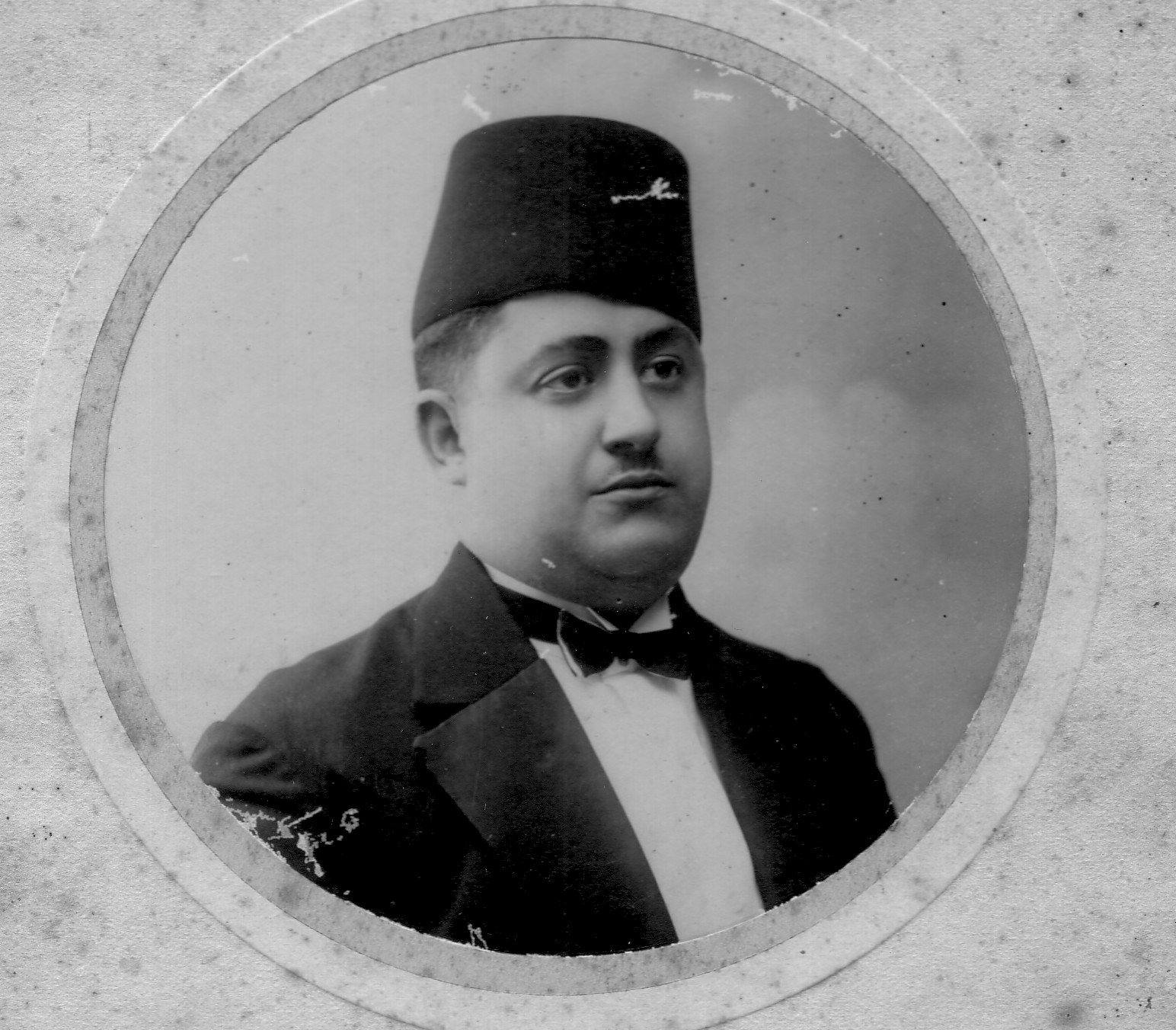
Mahieddine Bachtarzi

La chanson francarabe est assez proche dans son principe d'un genre qui l'a précédée, la chanson de style sabir, où les proportions prises par les deux langues étaient inversées : c'était une chanson française qui intégrait des expressions arabes ; ses paroliers étaient surtout métropolitains.
La vogue de la chanson francarabe est due à des paroliers juifs et musulmans en Algérie, ainsi qu'à des interprètes en France métropolitaine. Rachid Ksentini (1887-1944) et Mahieddine Bachtarzi (1897-1986) font partie des interprètes les plus connus de chansons francarabes. 
Le premier auteur et compositeur de chanson francarabe aurait été Lili Labassi (1897-1969), un chanteur dans la grande tradition arabo-andalouse, mais qui pratiquait aussi la musique populaire algéroise appelée chaâbi. 
La chanson francarabe reprend des airs à la mode comme la rumba, la valse musette, le tcha tcha tcha, le tango, etc.. Ainsi, elle est musicalement hybride, associant ces rythmes latins à des souvenirs de musique arabe et arabo-andalouse. Elle a souvent un caractère parodique et humoristique. Les compositeurs l'ont voulue légère ; ils ont « contribué à dépoussiérer le patrimoine arabo-andalou quelque peu figé autour de magnifiques standards classiques aux longues introductions ».

## Histoire

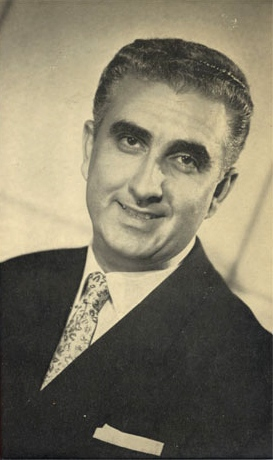
Lili Boniche (1922-2008)

Au Maghreb, des maisons de disque enregistrent des chansons francarabes de Lili Labassi, Luisa Tounsia (1905-1966) etc. dès les années 1930. 

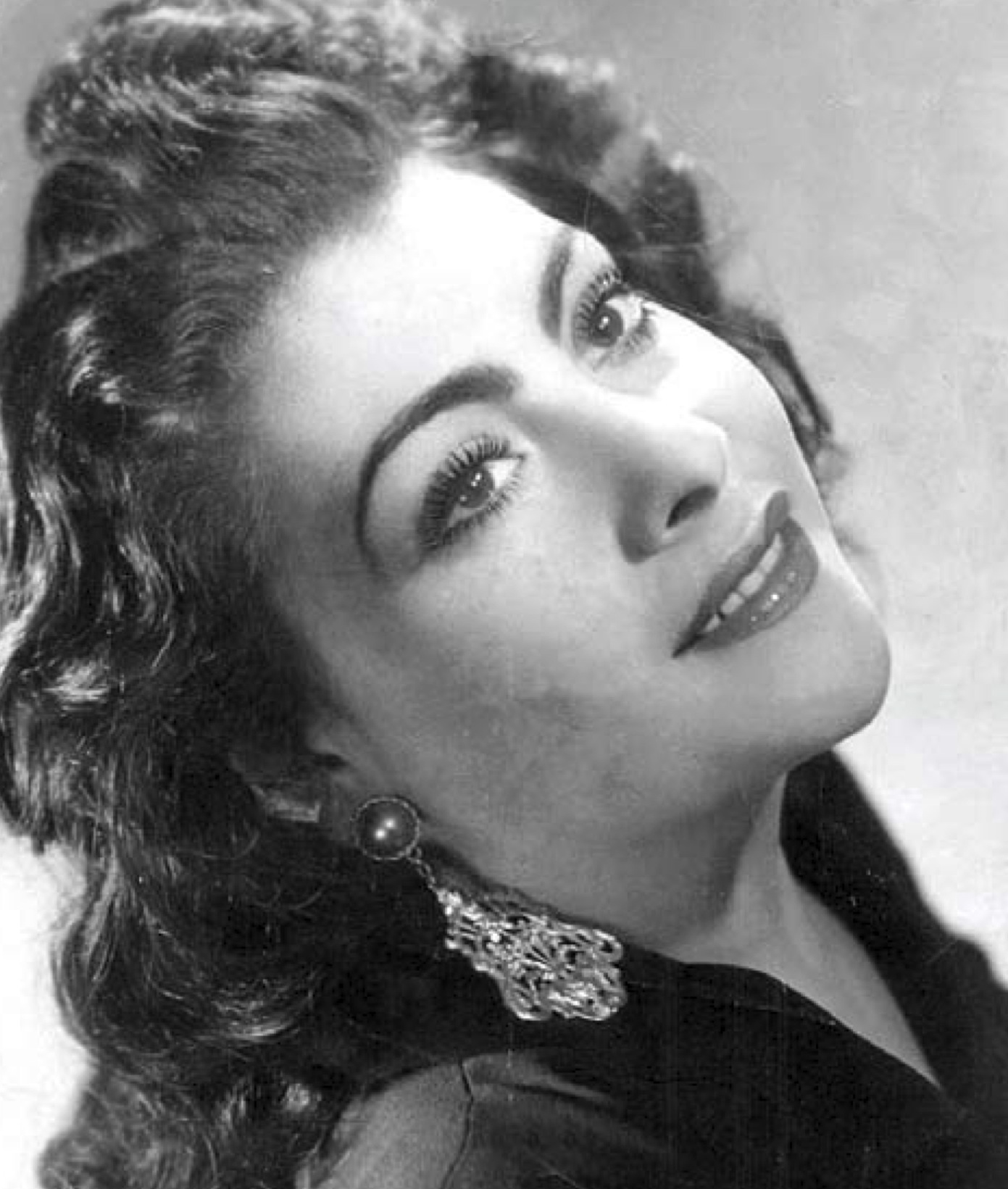
Line Monty (1926-2003)

À Paris à la même époque, des cabarets où l'on joue de la musique orientale, comme El Djezaïr, accueillent des artistes tel Salim Halali qui interprètent des chansons francarabes. 
Après la Seconde guerre mondiale, rue de la Huchette et au faubourg Montmartre, de nouveaux cabarets, Les nuits du Liban, le Tam-tam, Au Soleil d’Algérie, proposent également ce type de divertissement musical. 
Dès les années 1960, des artistes juifs d'Algérie, ayant quitté leur pays natal à la suite de la guerre d'Algérie, diffusent en France, plus largement que ce n'était le cas auparavant, la chanson francarabe qui plaît tout particulièrement au public pied-noir, demeuré fidèle à cette forme d'art ; il en va ainsi par exemple de Blond-Blond (1919-1999), Salim Halali (1920-2005), José de Suza (1919-2013), Lili Boniche (1922-2008), Maurice El Médioni (1928-2024), Enrico Macias (1938-).
La pratique consistant à mêler dans des chansons le français et l'arabe est reprise des décennies plus tard par des chanteurs de banlieues en France ; dans les années 1980, des chansons du groupe Carte de Séjour par exemple,  comme Rhorhomanie (1984), présentent « l'alternance codique français populaire/arabe algérien » qui caractérisait la chanson francarabe.

## Filmographie
- Alger Oran Paris. Les années music-hall (Seafilms Productions/Nocturne, 2006), film documentaire de Michèle Mira Pons sur le music-hall algérien des années 1940-1950, dédié à la mémoire de Line Monty, interprète de chansons francarabes, née à Alger ; critique : « Alger Oran Paris. Les années music-hall, de Michèle Mira Pons », Le Monde.fr,‎ 4 mai 2006 (lire en ligne, consulté le 31 mai 2022).